# ESP Ra.De.
 (avril 2019).
ESP Ra.De. est un shoot 'em up développé par Cave paru en 1998 sur borne d'arcade.

## Scénario
En 2018, trois adolescents aux pouvoirs extra-sensoriels (ESP étant l'acronyme d'Extra Sensory Perception) doivent combattre une armée qui souhaite contrôler Tokyo.

## Système de jeu
Le jeu se contrôle à l'aide de 3 boutons :
- Un bouton A pour tirer qui peut aussi permettre de ralentir le personnage s'il est laissé appuyé afin d'augmenter la précision des esquives et la puissance de l'attaque.
- Un bouton B pour utiliser le mandale psychique, sorte de laser orientable qui en plus de sa puissance de feu permet d'augmenter le score.
- Un dernier bouton permet d'utiliser un bouclier protecteur (guard barrier) qui transforme les boulettes en bonus et qui sert de bombe une fois la touche relâchée.

À partir du moment où le personnage est au maximum de power-ups, des bonus orange à collecter apparaissent. Une fois le nombre de 200 bonus atteint (ou 300 si la barre des 200 a déjà été passée), ils permettent de remplir la barre d'utilisation du bouclier.
ESP Ra.De. est composé de cinq stages avec leurs classiques boss de fin. La difficulté du jeu est élevée, voire très élevée à partir du 3e niveau.

## Équipe de développement
- Producteur : Kenichi Takano
- Superviseur : Hiroyuki Tanaka (Atlus)
- Chef programmeur : Tsuneki Ikeda
- Programmeurs : Satoshi Kohyama, Ryuichi Yabuki
- Chef designer : Junya Inoue
- Designers : Akira Wakabayashi, Yuko Nakamura
- CG designers : Riichirou Nitta, Atushi Aburano
- Producteur son : Junya Inoue
- Directeur son : Hiroshi Horiguchi (Two Five)
- Musique : Masahiro Kusunoki (Two Five)
- Effets sonores : Ryuichi Yabuki
- Voix des personnages : Mikio Yamaguchi, Yasuyuki Hirota, Yuko Nakamura, Junya Inoue, Noriko Nishimura, Kazushi Takamura
- Assistant spécial : Toshiaki Tomizawa

## Suites
Deux spin-offs de ce jeu ont été créés : Espgaluda et Espgaluda II.